# Purpura Ruhemanna

Powstawanie purpury Ruhemanna w reakcji ninhydryny z aminokwasem; zapis sumaryczny

Purpura Ruhemanna (ketohydrindylidenodiketohydrindaminian) – barwny, niebieskofioletowy związek chemiczny powstający w wyniku reakcji ninhydryny z aminokwasami (reakcja ninhydrynowa). Stężenie purpury Ruhemanna jest proporcjonalne do ilości wolnych grup aminowych w badanej próbie aminokwasów lub białek, więc reakcja ninhydrynowa służyć może zarówno jakościowemu, jak i ilościowemu oznaczaniu aminokwasów.
Badania NMR wykazały równocenność protonów aromatycznych w purpurze Ruhemanna (δH 7,95 ppm), a w formie sprotonowanej, proton niearomatyczny (δH 5,0 ppm) jest silnie kwasowy, związany wiązaniem wodorowym i zlokalizowany prawdopodobnie na pierścieniu pięcioczłonowym.
Uboczny proces wydzielania dwutlenku węgla podczas dekarboksylacji aminokwasu związanego z ninhydryną wykorzystywany jest do pozyskiwania próbek do oznaczania składu izotopowego kości ze znalezisk archeologicznych.

Powstawanie purpury Ruhemanna w reakcji ninhydryny z aminokwasem; mechanizm reakcji